# Cayetano Luca de Tena
No confundir con Cayetano Luca de Tena y Álvarez Ossorio (Sevilla, 1852 - † San Sebastián, 1911) político español.
Cayetano Luca de Tena y Lazo (Sevilla, 25 de octubre de 1917 - Madrid, 30 de enero de 1997) fue un director teatral español.

## Biografía
Tras abandonar sus estudios de medicina, decidió dedicarse plenamente a la actividad teatral. Responsable, a lo largo de su carrera, de la puesta en escena de 124 montajes teatrales, estuvo muy estrechamente vinculado al Teatro Español de Madrid, que dirigió entre 1942 y 1952 (en que fundó su propia compañía, La Máscara) y entre 1962 y 1964. Considerado, junto a Luis Escobar en el Teatro María Guerrero, uno de los más destacados directores teatrales de la España de postguerra, debutó en 1940 con El entremés del gorigori, de Luis Quiñones de Benavente. Destacó en su trayectoria el montaje de la obra Historia de una escalera, de Antonio Buero Vallejo, estrenada en 1949 y que alcanzó el Premio Lope de Vega. Cuatro años después dirigió Casi un cuento de hadas, del mismo autor.
En su paso por el Teatro Español tuvo ocasión de dirigir a grandes figuras de la escena española como Mercedes Prendes, Guillermo Marín o Manuel Dicenta y dirigió los montajes, entre otras, de María Estuardo (1942), de Schiller, Romeo y Julieta (1943), El sueño de una noche de verano (1944) y Ricardo III (1946), las tres de William Shakespeare, La cárcel infinita (1945), de Joaquín Calvo Sotelo, La conjuración de Fiesco (1946), de Friedrich Schiller, La malcasada (1947), de Lope de Vega, El gran minué (1950), de Víctor Ruiz Iriarte, Celos del aire (1950) y Veinte y cuarenta (1951), ambas de José López Rubio y La tempestad (1963), de Shakespeare.
Fuera del Español, formó su propia compañía, La Máscara, con la que cosechó también algunos éxitos notables, como Don José, Pepe y Pepito (1952), de Juan Ignacio Luca de Tena, Madrugada (1953), de nuevo de Buero Vallejo, con María Asquerino, La importancia de llamarse Ernesto (1953), de Oscar Wilde o Las de Caín de los hermanos Álvarez Quintero.
Ya en los años sesenta, fue muy celebrada su puesta en escena de El sueño de una noche de verano, de William Shakespeare, y Fuenteovejuna, de Lope de Vega. Pueden destacarse también los estrenos, de Vamos a contar mentiras (1961), de Alfonso Paso, El cianuro ¿sólo o con leche? (1963), de Alonso Millán, La tercera palabra (1964) y La llave en el desván (1967), ambas de Alejandro Casona, Juegos de medianoche (1971) y La muchacha sin retorno (1974), ambas de Santiago Moncada.

## Adaptaciones televisivas
También hizo incursiones en la pequeña pantalla, en los años 60 y 70, época dorada del teatro en televisión, y dirigió para TVE varias obras en el espacio Estudio 1, como El caballero de Olmedo (1968), La dama boba (1969) o La discreta enamorada (1980). También dirigió las series Angelino Pastor (1967), con Juanjo Menéndez, Mujeres insólitas (1977), Diálogos de un matrimonio (1982), con Jesús Puente y María Luisa San José, y Nunca se sabe (1986), con Maribel Verdú, Joaquín Kremel y Natalia Dicenta.